# 七ツ森
七ツ森（ななつもり）は、宮城県黒川郡大和町にある、7つの山の総称である。最高峰は笹倉山（大森）で、標高は507m。南川ダムの北東に6つの山があり、笹倉山のみが同ダムの南方4kmほどに離れて座する。
奥羽山脈の東方に延びる舌状台地の松島丘陵（黒川丘陵）上にあり、周囲の仙台平野各地から見ることが出来る。奥羽山脈上の船形山から東方に泉ヶ岳、七ツ森と続く峰々は、仙台市都心部の北方20km辺りに概ね東西に並んだ姿として市内の高層ビルや仙台城本丸などから遠望され、仙台都市圏の北辺の概ねの目安となっている。

## 地質
古い安山岩からなる第三紀火山である。
地下に噴き出した火山が地表近くの水成岩を押し上げてできたラコリス（餅盤）地形である。
噴出時代は北隣の達居森と同時期の約250万年前と推定されており、 近隣の船形火山や泉ヶ岳火山より古い。

## 構成する山

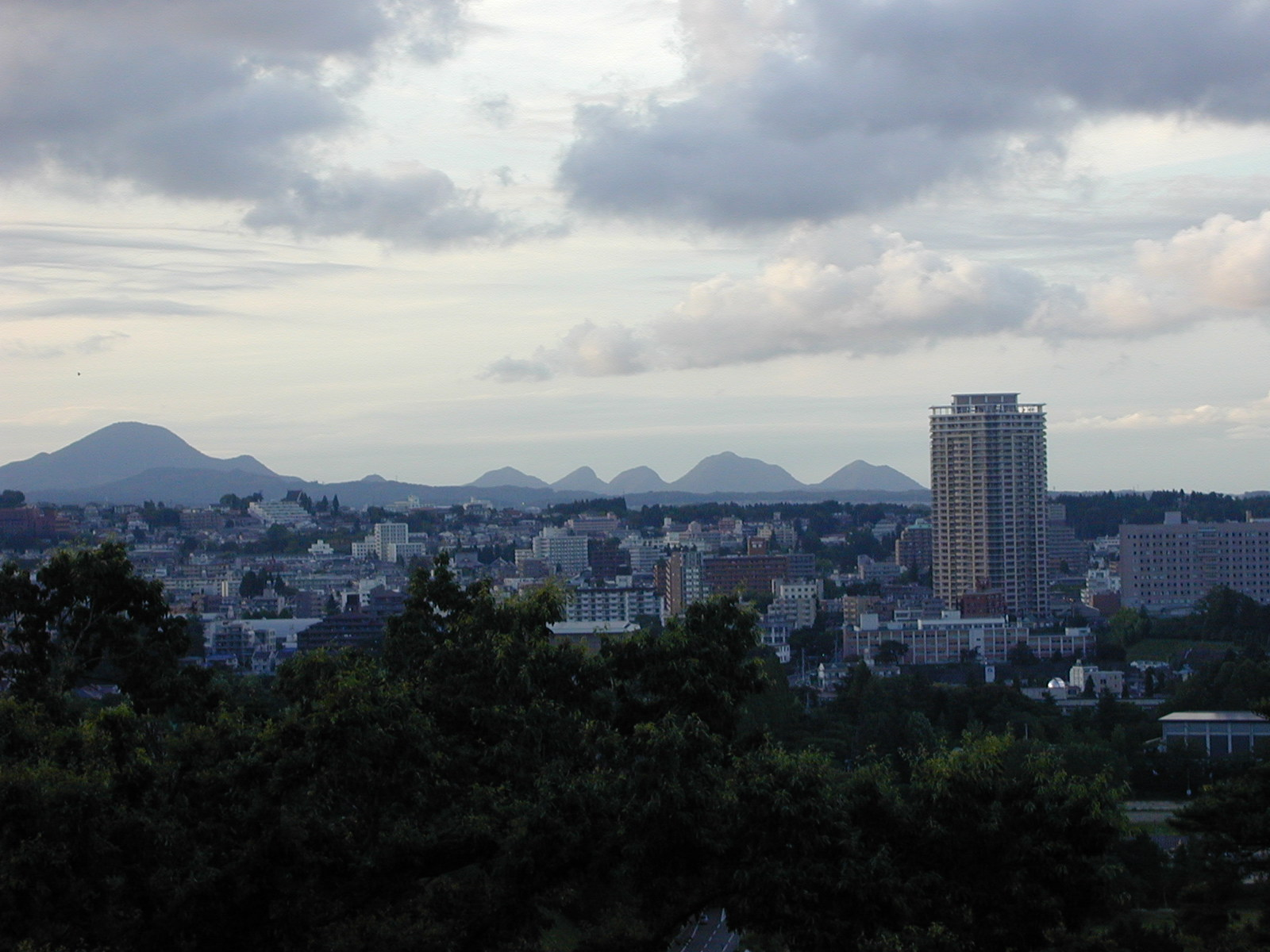
仙台城本丸（仙台市）からの遠景（2009年7月）。
西端（写真左）の高い山が笹倉山。離れて東側（写真右）に鎌倉山、遂倉山、蜂倉山、撫倉山、松倉山と続く。大倉山は撫倉山の陰になって見えない。高層ビルはライオンズタワー仙台広瀬。

現在は笹倉山を含めて七ツ森と呼んでいるが、かつては笹倉山は含めず、遂倉山（とがくらやま）から見ると北西、鎌倉山から見ると北方に立つたがら森（仙台弁ではたんがら森）を含めた7山を七ツ森としていた。
ある時期に、たがら森以外の各山の薬師如来が笹倉山に合祀された。その後、標高の低いたがら森は七ツ森から外され、替わって笹倉山が新たに七ツ森に加わり、現在に至っている。
山の名称には共通して「倉」の字が入っているが、これは岩を意味している。
| 旧 | 新 | 山名                   | 標高 (m) | 位置                                         |
| -- | -- | ---------------------- | -------- | -------------------------------------------- |
| ○  | － | たがら森（たんがら森） | 232      | 北緯38度26分33.2秒 東経140度49分35.5秒       |
| ○  | ○  | 遂倉山                 | 307.46   | 北緯38度26分25.3499秒 東経140度49分49.9657秒 |
| ○  | ○  | 鎌倉山                 | 313      | 北緯38度26分13.5秒 東経140度49分34.3秒       |
| ○  | ○  | 蜂倉山                 | 289      | 北緯38度25分59.7秒 東経140度50分5.2秒        |
| ○  | ○  | 大倉山                 | 326.72   | 北緯38度25分57.3019秒 東経140度50分25.0265秒 |
| ○  | ○  | 撫倉山                 | 359      | 北緯38度25分41.3秒 東経140度50分25.9秒       |
| ○  | ○  | 松倉山                 | 290.78   | 北緯38度25分28.3353秒 東経140度50分54.6211秒 |
| － | ○  | 笹倉山（大森）         | 506.19   | 北緯38度24分19.0825秒 東経140度48分43.3806秒 |

## ギャラリー

笹倉山（大森）
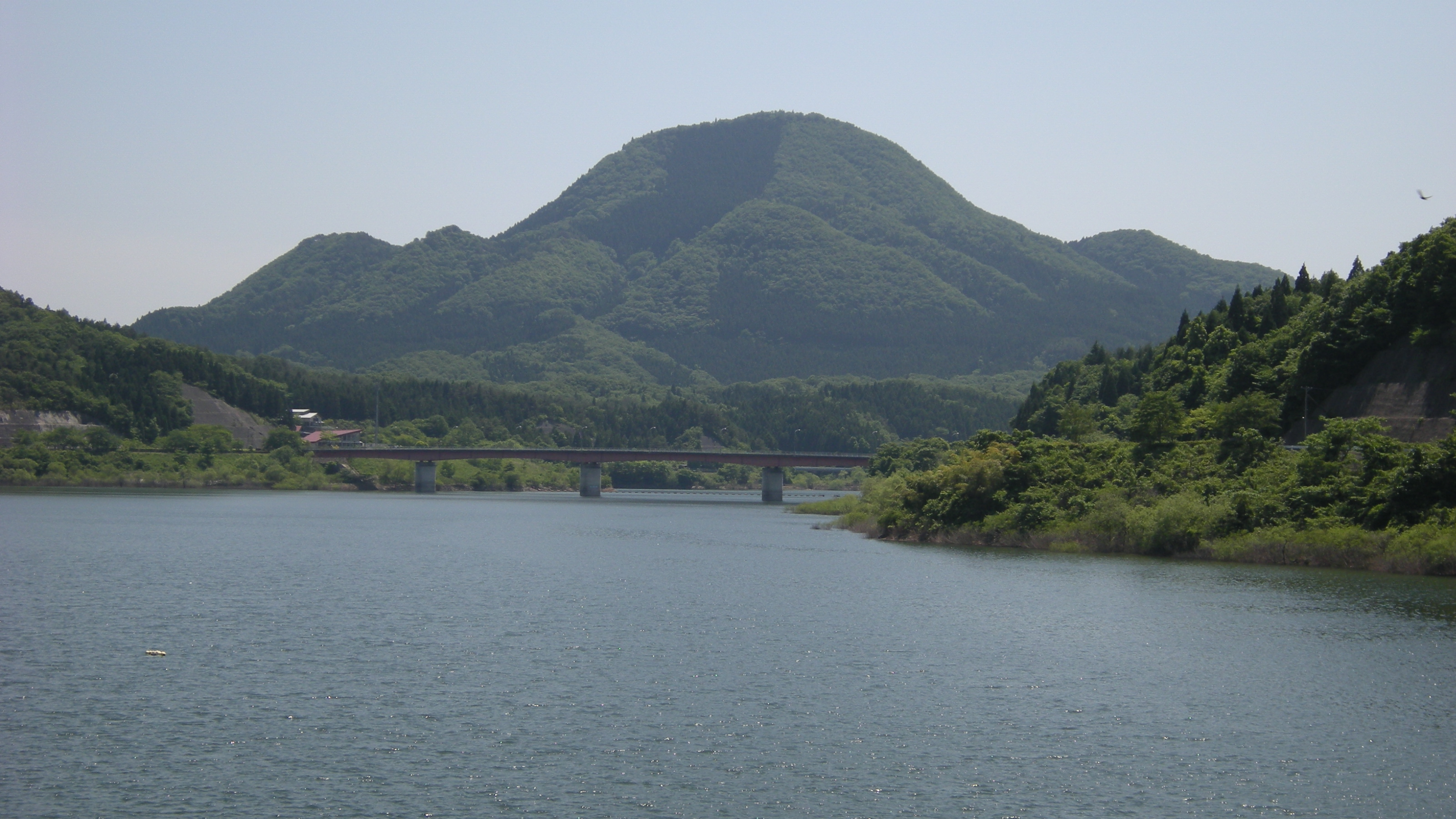
北側の麓の南川ダムから
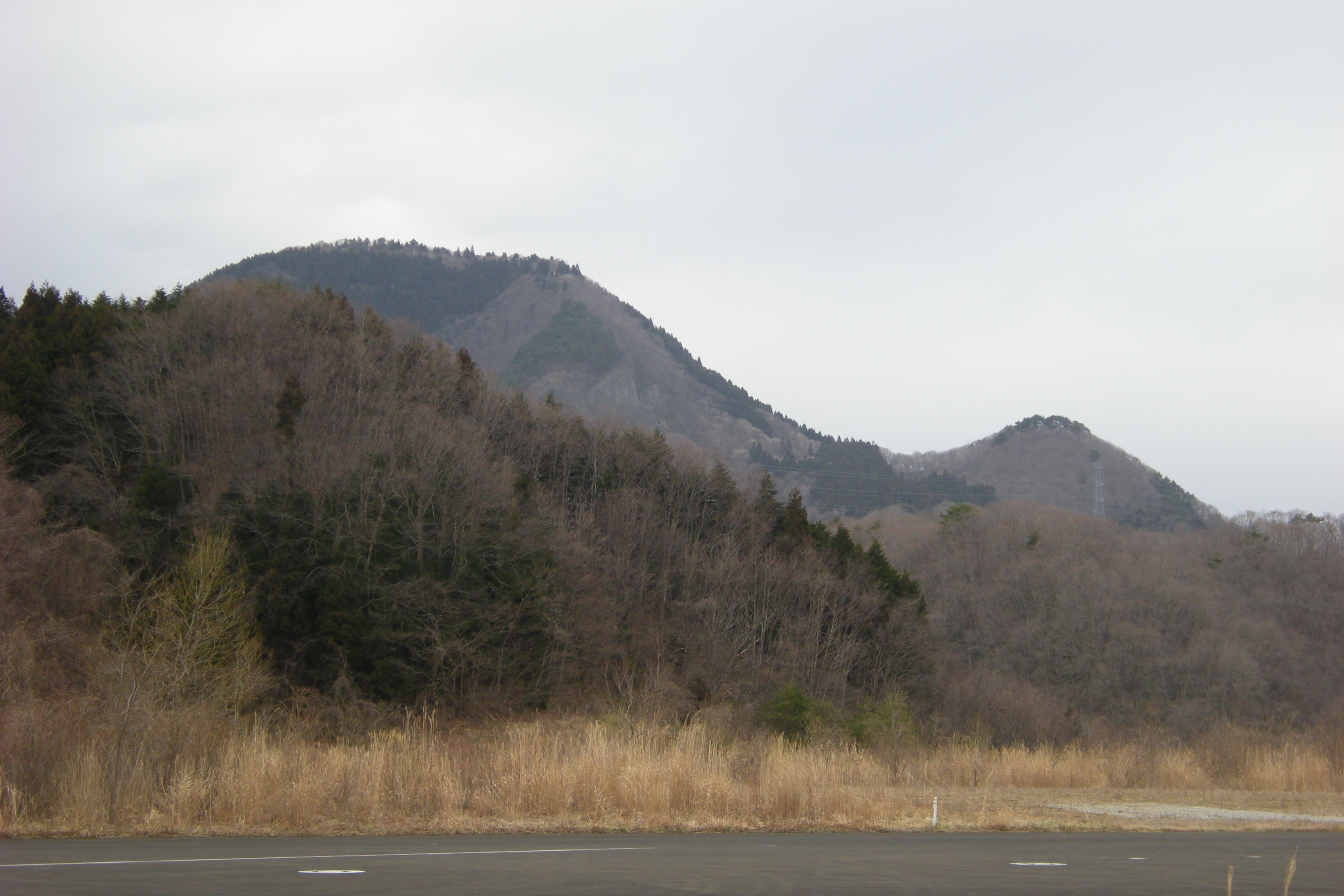
南側の麓の国道457号から
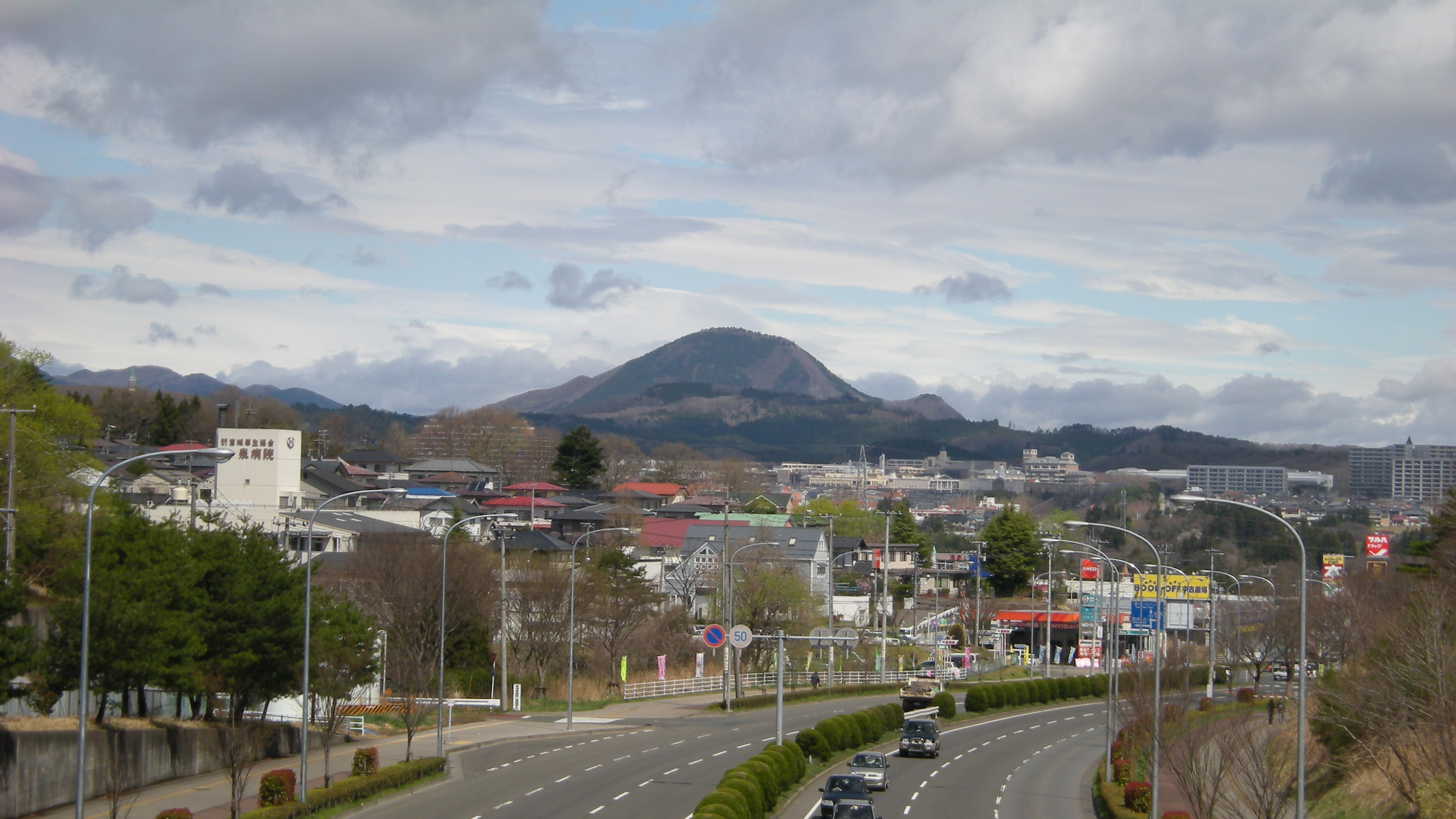
大和町の南にある仙台市の県道大衡仙台線沿いの七北田丘陵の切通しから
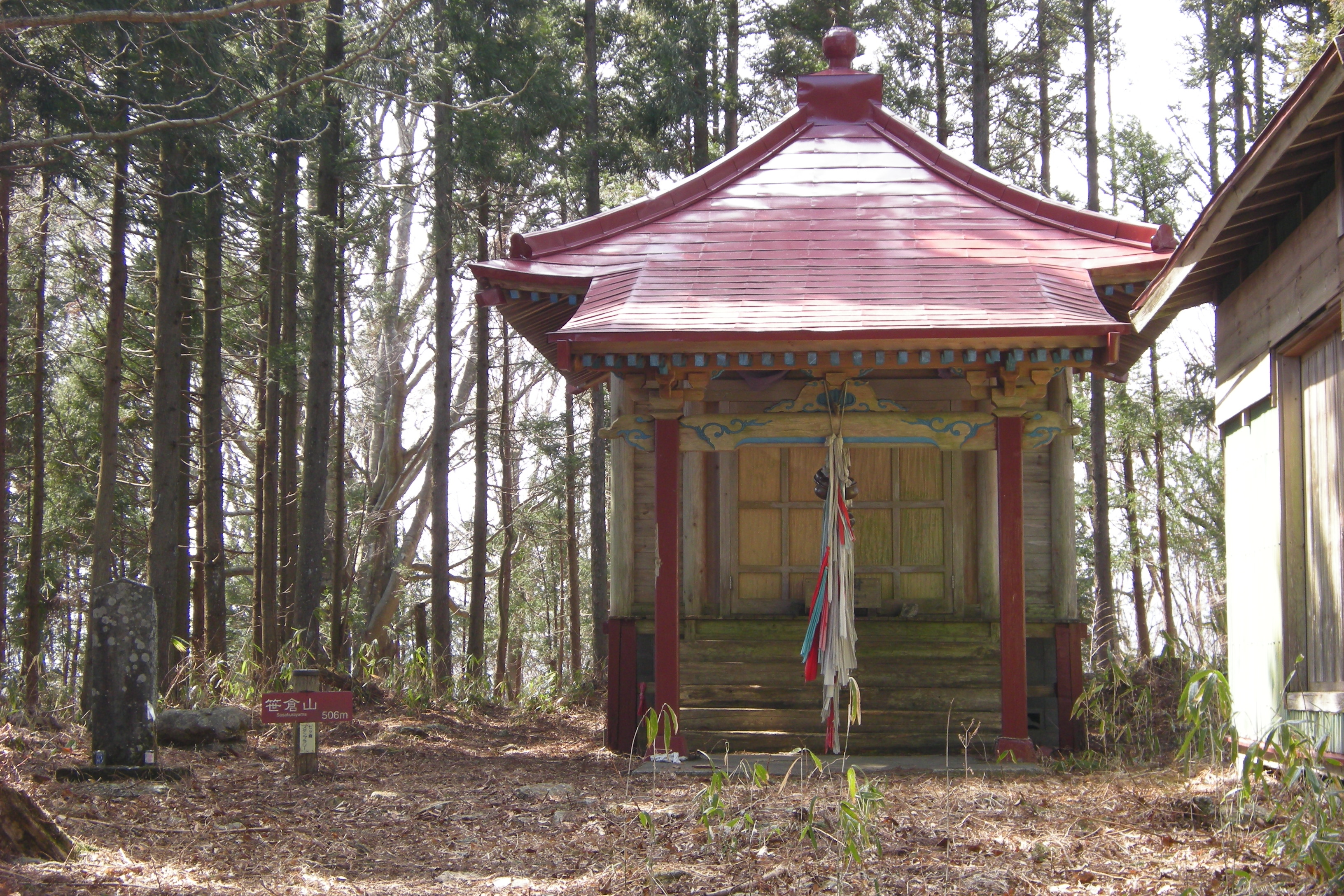
山頂の薬師堂
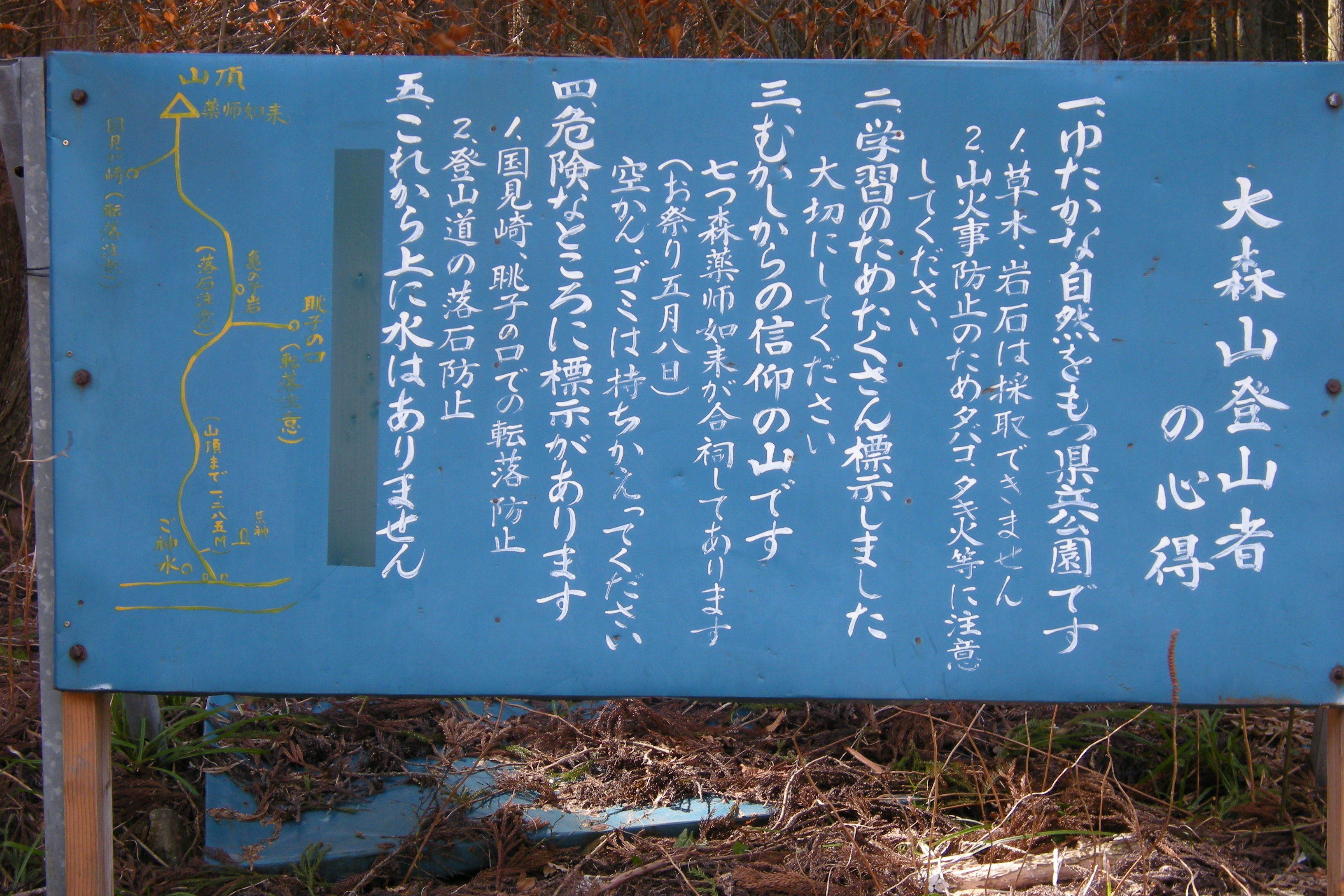
登山口にある案内

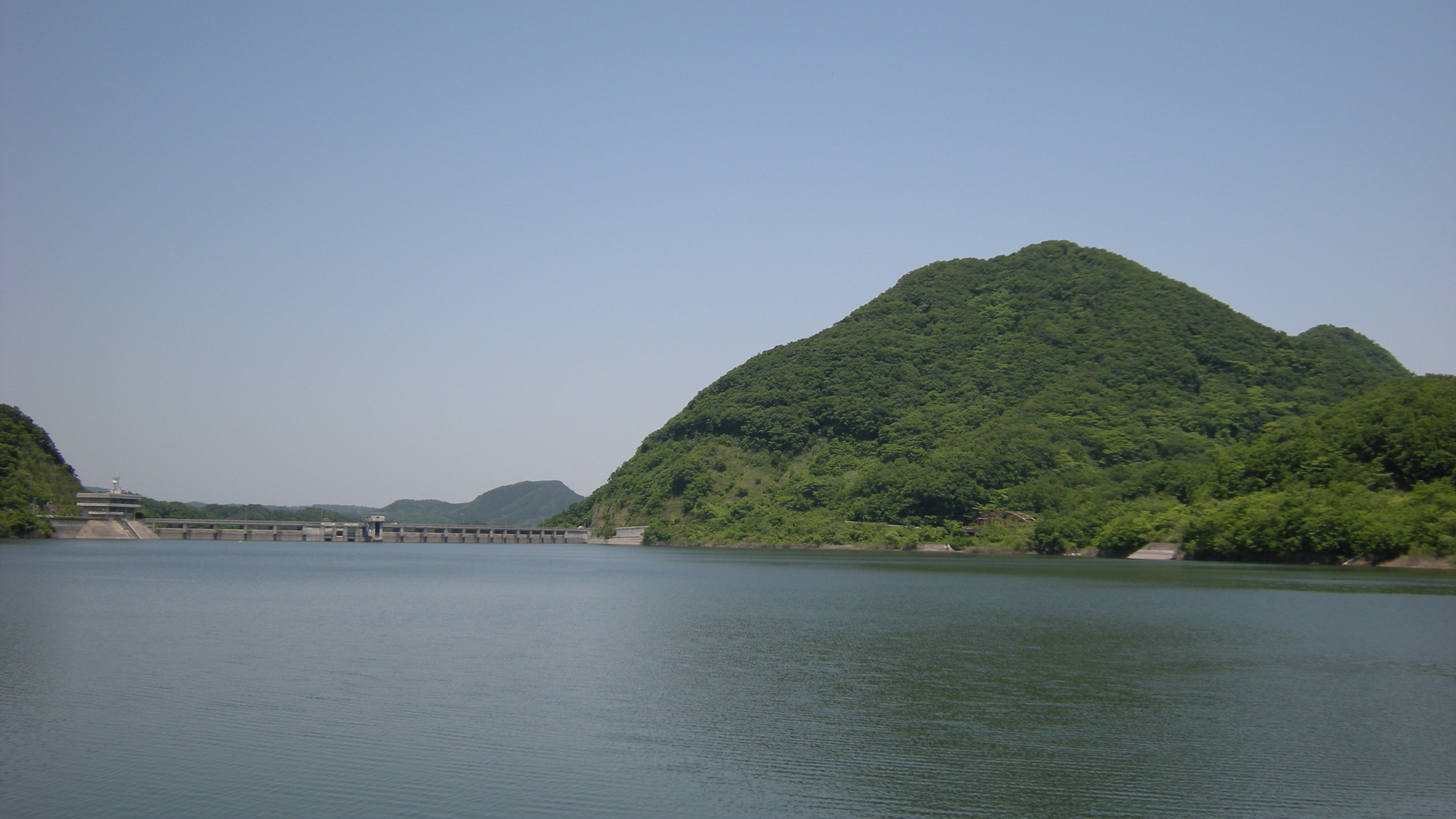
麓の南川ダムや七ツ森湖に迫る様子。右肩に頂上だけ見えているのは遂倉山。
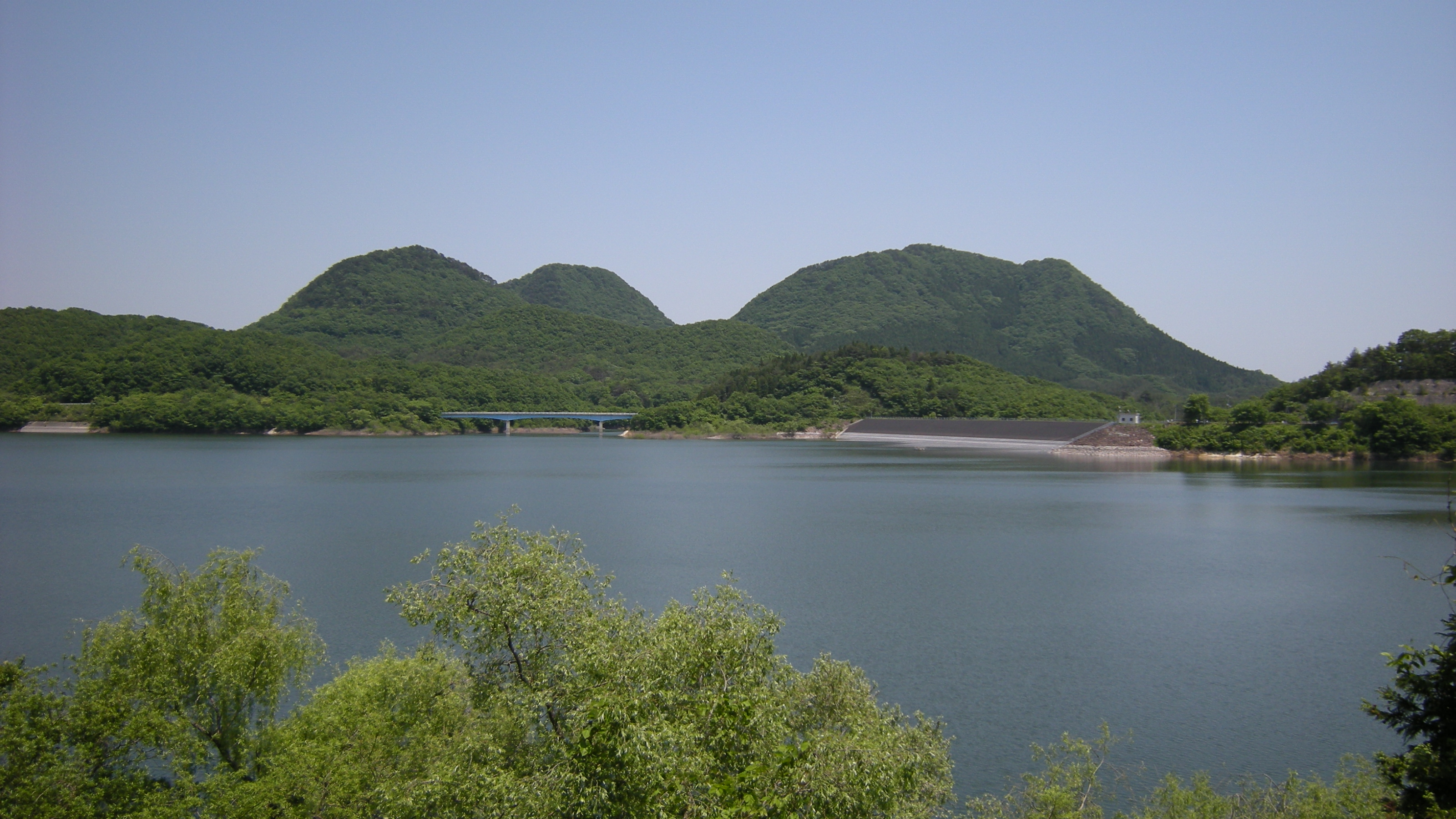
麓の七ツ森大橋より。左から蜂倉山、大倉山、撫倉山。

## 登山ルート
七ツ森自然遊歩道が整備されている。

## 伝説と民話

### 朝比奈三郎伝説
七ツ森の生い立ちを語る朝比奈三郎についての民話が伝わっている。伝承には色々な種類がある
が、共通する概略は、朝比奈三郎が土を運ぶことで七ツ森ができたというものである。
土を運ぶのにはたんがらを使ったとされ、これが遂倉山に添って立つたんがら森の名称と結びつけて語られる。

### 絵本「七つ森」
民話を元にした児童図書として、以下の「七つ森」があるが、絶版となっている
- 小野和子『七つ森』絵：箕田源二郎、草土文化社〈ふるさとの民話シリーズ〉、1977年。

児童向けの絵本として出版された創作物であり、民話の忠実な記録資料ではない。
この絵本がきっかけとなって、

宮床ダムのダム湖が「あさひな湖」と命名された。
宮床ダムの堤頂部には、絵本の内容が有田焼陶板として再現されてはめ込まれている。

### 伊達政宗公巻狩りの伝説
伊達政宗は天正19年（1590年）と元和9年（1622年）に、大森（笹倉山）で鹿狩りを行っている

。
笹倉山山頂には、政宗公お狩り場の道標が設置されている。狩り自体は史実であるが、これにまつわる伝説として、政宗が狩りの不調に短気を起こして笹倉山の薬師如来を鉄砲で撃ち壊したというものがある。
現在の笹倉山の本尊の御神体には実際に包帯が巻かれているが、これは政宗が打ち壊したためと伝えられている。

## 伝統と風俗

### 大森薬師如来祭礼
5月8日開催。かつては旧暦の4月8日に行われていた。
笹倉山（大森）の山開き行事を兼ねる。
- 登山口脇の御門杉前にて無病息災祈願の祈祷
- 山頂の薬師堂にて本尊の薬師如来像の御開帳

### 七薬師掛け
七ツ森の各山頂には薬師如来が奉られている。
この7つの薬師如来を1日で詣でることを七薬師掛けという。
かつては旧暦の4月8日に、大森薬師如来祭礼に合わせて行われていた。
現在は、地元の宮床むらづくり委員会主催の行事として秋に行われている。
達成者には登頂記録証が交付される。
単日という条件をはずした場合、
あるいは開催日の定まった行事への参加ではない単独行の場合、
大和町商工観光課が「七ツ森スタンプ・ラリー」を設定している。
南川ダム資料館でスタンプ台紙の配布、踏破の認定、記念品の交付が行われている。

## 周辺

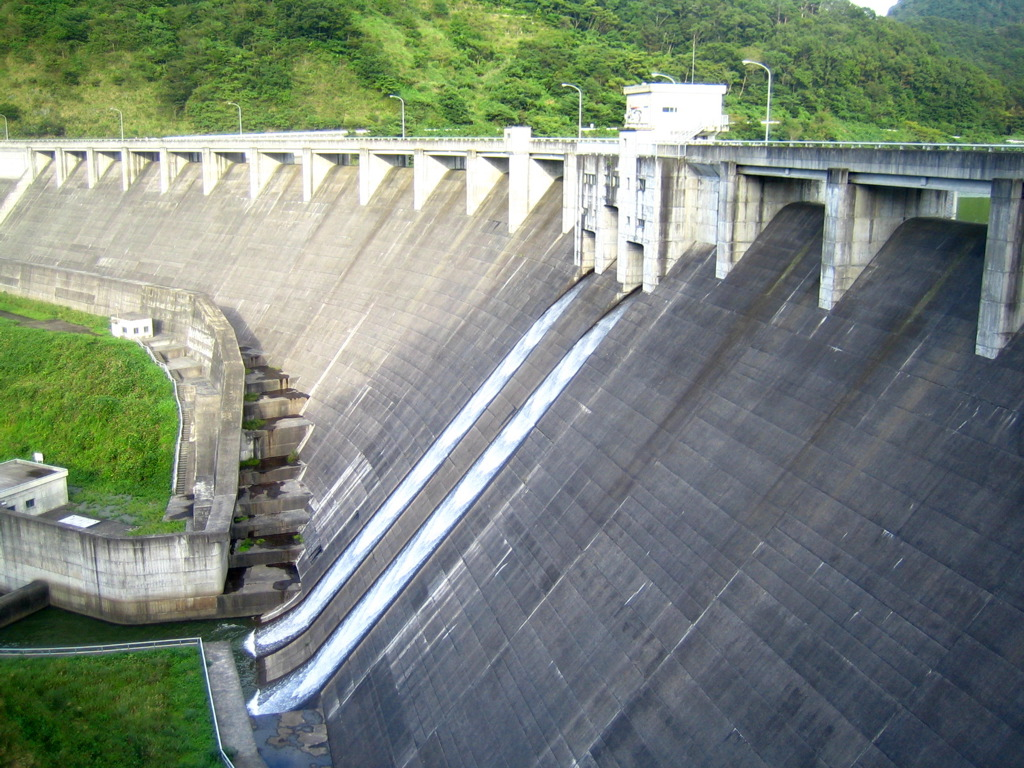
南川ダム

この山々の西側に南川ダムがあり、ダム湖は「七ツ森湖」と呼ばれる。湖畔には七ツ森温泉、南川温泉などの温泉がある。
山の東側には七ツ森総合運動公園がある。また、国道457号が通過している。
- 立輪水辺公園
- 七ツ森湖畔公園
- 七ツ森ふれあいの里

## アクセス
- 東北自動車道・大和ICから車で10km前後。
- 仙台市都心部から宮城県道264号大衡仙台線および国道457号で20km前後。